# شیطان سخن می‌گوید
شیطان سخن می‌گوید (به انگلیسی: satan speaks) نام کتابی از انتان لاوی است که در سال ۱۹۹۸ توسط انتشارات فرال هاوس (Feral House) منتشر شد.
این کتاب مجموعه‌ای از مقاله‌های لاوی است که آن‌ها را چند روز قبل از مرگش تکمیل کرد. لاوی در سال ۱۹۹۷ درگذشت اما این کتاب در سال ۱۹۹۸ منتشر شد.
کتاب دارای مقدمه‌ای از مریلین منسون است که به نحوی خواسته به انتان لاوی ادای احترام کند و همچنین بلانچ بارتون (آخرین همراه لاوی) نیز مقدمه‌ای جداگانه بر این کتاب نوشته‌است. طراحی جلد آن نیز توسط کریس کوپر (Chris Cooper) انجام شده‌است.
کتاب حاوی شصت مقاله است که به شیوه پارادوکس و با درونمایه طنز نوشته شده‌اند؛ اگرچه مقدمه بلانچ بارتون حالت اندوهباری دارد.